# 490 فيريتاس
فيريتاس هو الكويكب رقم 490 الذي تم اكتشافه من قبل عالم الفلك ماكس ولف من مرصد هايدلبرغ وكان ذلك في 3 سبتمبر من عام 1902 في ألمانيا.